# Френско военно гробище (Скопие)
Френското военно гробище в Скопие е създадено след края на Първата световна война, като в него са погребани 920 френски войници и офицери.